# Río Oroncillo
El río Oroncillo es un corto río del norte de España, de poco más de 20 km de longitud, afluente del río Ebro por su margen derecha. Nace en las fuentes de Pancorbo, en los montes Obarenes, y desemboca en la localidad de Miranda de Ebro. Todo el río discurre por la provincia de Burgos, aunque desembocando muy cerca de la confluencia de esta con la provincia de Álava.
El río Oroncillo en sí nace tras la confluencia de los arroyos Grillera y de la Plana, en las afueras del pueblo de Cubo de Bureba.

## Recorrido
Atraviesa las localidades de:
- Cubo de Bureba
- Pancorbo
- Ameyugo
- Bujedo
- Valverde de Miranda
- Orón, barrio de Miranda de Ebro y topónimo que bautiza el río.
- La Nave (Miranda de Ebro), barrio antiguamente conocido como el pueblo de La Nave de Albura.

## Curiosidades geológicas
Es interesante observar que este río es el que ha horadado el Desfiladero de Pancorbo, el cual recorre y en su día creó, siendo evidente que durante siglos se trataba de una fuente hídrica de primer orden. Si bien el río hoy no es caudaloso y prácticamente se trata de un arroyo, sí lo es de aguas constantes y raramente escasas. Tanto es así que, mediante la extracción por un canal previo al pueblo de Orón, la mayor parte de su volumen es utilizado para el suministro de agua potable del municipio y valle de Miranda de Ebro, de unos 35.000 habitantes.

## Véase también

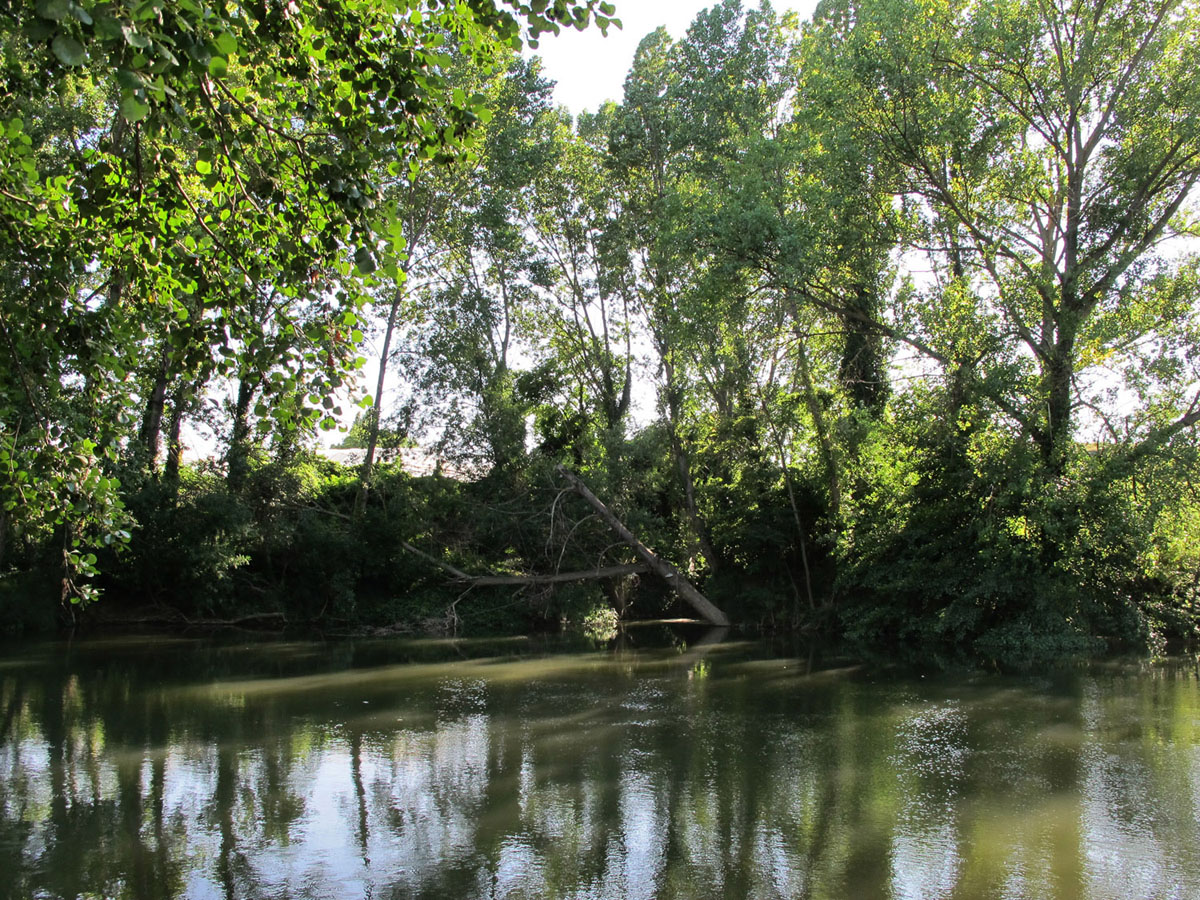
Desembocadura del Oroncillo en el Ebro a las afueras de la ciudad de Miranda